# Erdőfelújítás
Az erdőfelújítás az erdősítés egyik módja – a másik az erdőtelepítés (amivel olyan helyen hoznak létre erdőt, ahol azelőtt nem volt). Az erdőfelújítás két fő fajtája a természetes és a mesterséges erdőfelújítás. Előbbiben fiatal faállomány az anyaállomány magjairól vagy sarjairól nő fel. A magról felújítást generatív, a sarjról való felújítást vegetatív felújításnak nevezik.
A mesterséges felújítás lényege, hogy a faállomány letermelése után a talajt teljesen vagy részlegesen előkészítik, és ezután abba magot vetnek vagy csemetéket ültetnek.

## Az erdőfelújítás módszerei

### Tarvágás
Az adott területen minden fát kitermelnek. A kivágott fák gyökerei ilyenkor bent maradnak a talajban, és megtartják azt (megvédik az eróziótól és a deflációtól) mindaddig, amíg az újulat felcseperedik. A tarvágás az erdő megújításának leghatékonyabb módja.
A tarvágást gyakran összekeverik az erdőirtással, amikor a kivágott fák gyökerét is kiássák, és így a talaj védtelen marad. Az erdőirtás célja rendszerint a mezőgazdasági művelés előkészítése volt; ilyesmi hazánkban hosszú évtizedek óta gyakorlatilag nincs.

### Szálaló vágás
A szálaló vágással a fákat egyenként termelik ki. Ennek legfőbb következménye, hogy az újulat nagyon sokáig nem tud fölcseperedni, mert az öreg, állva hagyott fák:
- beárnyékolják a terepet (ez a kevésbé fontos hatás)
- gyökereik elszívják a tápanyagot a csemeték elől.

A szálaló vágással kitermelt erdő csak akkor tud megújulni, amikor már annyira kiritkult, hogy a csemeték fel tudnak nőni az öreg fák között.

### Lékvágás
E módszerek közti, áthidaló megoldásként terjed az utóbbi egy-két évtizedben az ún. lékvágás, azaz a tarvágásnál szokásosnál jóval kisebb foltok letermelése. Az ERTI-ben (Erdészeti Tudományos Kutató Intézet) jelenleg is foglalkoznak módszertani kísérletekkel a megújuláshoz már elegendő, minimális lékméret meghatározására. A dolgok pillanatnyi állása szerint úgy tűnik, hogy a lék oldalhossza nem lehet kisebb az erdő állva hagyott részében szokásos koronamagasság duplájánál.

### Fokozatos felújító vágás
A leginkább környezetbarát – csak éppen nagyon drága – művelési mód.
A fakitermelés nyomán magányosan maradt fák életteret biztosítanak számos élőlénynek, ezek egy korábbi növénytársulásról tanúskodnak, tanúfának nevezik őket.